# Linia pe Vale, Vâlcea
Linia pe Vale este un sat în comuna Dănicei din județul Vâlcea, Muntenia, România.
 Acest articol despre o localitate din județul Vâlcea este deocamdată un ciot. Puteți ajuta Wikipedia prin completarea lui.